# L'uomo più velenoso del cobra
L'uomo più velenoso del cobra è un film del 1971 diretto da Bitto Albertini.

## Trama
Tony, allenatore di una squadra di hockey svedese, torna in negli Stati Uniti dopo l'assassinio di suo fratello, intenzionato a far luce sull'accaduto. Dopo alcune indagini Tony crede di individuare il colpevole in George MacGreves, ex socio di suo fratello ed ora impegnato in una missione in Kenya. Tony, insieme a Leslie (moglie del fratello defunto), si reca in Africa per raggiungere George. Dopo rocambolesche avventure e dopo la morte di George, Tony scoprirà che suo fratello è stato ucciso da un sicario assoldato da Leslie. La donna, vistasi scoperta, si dà alla fuga ma perisce in uno spaventoso incidente stradale.